# بایکر
بایکر (به انگلیسی: Baiker) یک منطقهٔ مسکونی در پاکستان است که در ناحیه دیره بگتی واقع شده‌است.